# بيدلار بالمر
بيدلار بالمر (بالإنجليزية: Pedlar Palmer)‏ مواليد 25 سبتمبر 1876 في لندن - الوفاة 13 فبراير 1949 في برايتون، كان ملاكم محترف بريطاني صنّف ضمن فئة وزن الديك.

## إحصائيات
خاض خلال مسيرته 65 نزالا، فاز في 47 وتعادل في 4 وخسر في 14. فاز بالضربة القاضية في 6 نزالات.

## روابط خارجية
- بيدلار بالمر على موقع بوكس ريك (الإنجليزية) (registration required)